# Herman Kunze
Herman Gustaf Emil Kunze (i riksdagen kallad Kunze i Göteborg), född 27 september 1863 i Gävle, död 25 april 1936 i Göteborg, var en svensk köpman och politiker.
Han var son till en källarmästare, och kom att studera i Tyskland och vid Chalmerska institutet. Åren 1881-85 arbetade han i Jönköping innan han blev anställd på kontor i Göteborg. Han var grundare av handelsfirman Herman Kunze. Han satt även i flera bolagsstyrelser.
Åren 1910-20 var han ledamot av Göteborgs stadsfullmäktige, och ledamot av styrelsen för Renströmska badanstalterna 1916-33, vice ordförande där 1918-27. Han var grundare av och ledamot i styrelsen för Fosterländska förbundet och Allmänna valmansförbundet.
Under riksdagen 1915–1916 tillhörde han första kammaren.